# Desa Neglasari (administrativ by i Indonesien, Jawa Barat, lat -6,70, long 107,22)
Desa Neglasari är en administrativ by i Indonesien.   Den ligger i provinsen Jawa Barat, i den västra delen av landet, 70 km sydost om huvudstaden Jakarta.